# Blaško Rajić
Blaško Stipan Rajić (Subotica, 7. siječnja 1878. – Subotica, 3. siječnja 1951.),bački hrvatski svećenik, književnik, javni djelatnik i političar. Pisao je prozna djela i pjesme.

## Životopis
U rodnom gradu završava pučku školu, gimnaziju i bogoslovski nauk u Kalači.

## Vjerski život
Po završetku studija, zaređen je za svećenika 24. lipnja 1902. godine. Isprve je kapelan u Dušnoku, hrvatskom selu u južnoj Ugarskoj (1902. – 1903.). Ondje je (1903.) osnovao «Prosvjetno društvo Katolički krug», zatim službuje u Santovu (1903. – 1906.) i ondje je osnovao Posudbenu zadrugu od koje su siromašni ljudi mogli dobiti novac bez kamate. Poslije toga je kapelan u subotičkoj crkvi sv. Terezije Avilske (1906. – 1911.). Za župnika župe sv. Roka izabran je 1911. od subotičkog Gradskog vijeća, kao patrona crkve, a kaločki nadbiskup je taj izbor potvrdio, gdje ostaje četiri desetljeća, sve do smrti 3. siječnja 1951. - ne računajući vrijeme okupacije Bačke kada ga vlasti interniraju u Franjevački samostan u Budimu, gdje pod prinudom boravi od sredine 1941. do pred Uskrs 1943.
Autor je većeg broja molitvenika, među kojima se ističe «Velika duhovna manna, ili duše hrana u molitvama i pismama ...», Subotica, 1908., a kao sakupljač narodnih pjesama bunjevačkih Hrvata objelodanio je dvije knjige: «Narodno blago», Subotica, 1912. i «Narodno blago», Subotica, 1923. Uz veći broj igrokaza na biblijske teme, napisao je veliki broj pripovijedaka od kojih se neke tiskane u zbirkama: «Našim šorom», Subotica, 1928. i «Bunjevčice», 1936. Najznačajnije Rajićevo pjesničko djelo je ep «Slava», od oko 4 tisuće deseteraca, koji nastaje u vrijeme njegove internacije, napisan pod dojmom velikih stradanja i zločina tijekom II. svjetskog rata, osobito nad nedužnima i slabima. Ep «Slava» objavljen je tek 1998. godine nakladom NIP Subotičke novine i Obnoviteljske bunjevačke matice u Subotici.

## Političko djelovanje
Zarana se uključio u preporodna gibanja koja je među bačkim Hrvatima pokrenuo Ivan Antunović, a nakon smrti Paje Kujundžića 1915., on je preuzeo čelnu ulogu među hrvatskim svećenicima u Bačkoj. Do rata je bio pripadnikom bačke Kršćansko-socijalističke stranke, osnovane 1907.
Agilno se zalagao za to da Bačka uđe u jedinstvenu južnoslavensku državu, radi čega je putovao u inozemstvo i čak sudjelovao na mirovnoj konferenciji u Parizu. U političkim pogledima se razočarao tijekom stvari nakon 1918. 22. rujna 1919. je bio je sudionikom bunjevačkog poslanstva koje je otputovalo u Pariz na mirovnu konferenciju s inozemnim diplomatima. Uključio se u politički rad, doduše, kako je rekao, jer su ga okolnosti prisilile na to, sve za pomoć svoj hrvatski narod. Tako je vodio Bunjevačko-šokačku stranku, nakon toga Vojvođansku pučku stranku, a poslije se okrenuo Stjepanu Radiću, čiji je HSS gorljivo podržavao. Bio je među istaknutim članovima Bunjevačko-šokačke stranke. Kao član te stranke je na izborima 1920. bio među četvero bačkih Hrvata koji su ušli u Ustavotvornu skupštinu, uz Stipana Vojnića Tunića, Vranju Sudarevića i Ivana Evetovića. Blaško Rajić je ušao kao predstavnik iz subotičke jedinice.
Za vrijeme II. svjetskog rata, njegova aktivnost je nasilno prekinuta. Uhićen je i zatočen 12. travnja 1941. kao «kerski plebanoš». Velikomađarski krugovi mu nisu mogli oprostiti što se agilno zalagao za to da Bačka uđe u jedinstvenu južnoslavensku državu.
 Velikomađarski ekstremisti su ga zatočili u subotičkoj Konjičkoj vojarni, gdje su ga okrutno mučili. Premda je bio na spisku onih Subotičana koji su završili pred streljčkim strojem, odande je izašao zahvaljujući zauzimanju hrvatskog episkopata i samog dr.Alojzija Stepinca. Uz vatikansko posredovanje, interniran je 25. svibnja 1941. godine u budimpeštanski franjevački samostan. Svom redovnom župničkom životu u Subotici se vratio travnja 1943., i tako ostaje do smrti 1951.
Prema svjedočenju pojedinih suvremenika: «Bio je tvrdih uvjerenja i duboki mislitelj».
Nakon drugog svjetskog rata bio je davatelj podataka Jurju Andrassyju kod rješavanja pitanja Bajskog trokuta 1945. godine. Te je godine Federalna Hrvatska izaslala Jurja Andrassyja, a suradnici su mu za sjeveroistočne granice Hrvatske, odnosno za područje Bajskog trokuta bili su Blaško Rajić, Grga Skenderović i Vinko Žganec. Da bi se prikupilo podatke u svezi s mogućim novim razgraničenjem s Mađarskom, odnosno da bi se pomoglo uključiti Bajski trokuta u novu Jugoslaviju na osnovi gospodarskog, prometnog i etnografskog interesa, angažiralo se dobavljače podataka. Tu su bili stručnjaci i lokalci (v. Antifašistički front Slavena u Mađarskoj). Od stručnjaka bili su tu Mihovil Katanec i Matija Evetović, Lajčo Jaramazović, Mato Škrabalo i drugi. S druge strane bio je Antun Karagić iz Gare. Nepovoljne političke okolnosti, sovjetsko protivljenje, nezainteresiranost jugoslavenskog državnog vrha odnosno kasnija odluka Vlade DF Jugoslavije da neće pokretati pitanje granice prema Mađarskoj ako Mađarska osigura jugoslavenskim manjinama autonomna prava u sferi kulture i obrazovanja, dovela je do toga da se pitanje tih granica više nikad nije pokretalo, a zatim kasniji sukob sa Staljinom, rezolucija Informbiroa zacementiralo je stanje.

## Javni rad
Utemeljitelj je mnoštva društava: Katoličko divojačko društvo, Radničko i učeničko križarsko bratstvo, Prosvjetno društvo "Katolički krug", Dobrotvornu zajednicu Bunjevaca i Hrvatsku kulturnu zajednicu (koju je osnovao 1936., a rad joj je odobren godinu poslije), a zajedno s Lajčom Budanovićem utemeljiva Maticu subotičku. U Hrvatskoj kulturnoj zajednici, pored Rajića koji je bio i predsjednikom, čelne osobe su bile Mihovil Katanec, Ivan Kujundžić, Ive Prćić, Ladislav Vlašić te ini.Zahvaljujući njemu, u njegovu su župu sv. Roka došle časne sestre milosrdnice. Zaslužan je što je Dužijancu, dotad samo hrvatski narodni običaj (koji je nastao na salašima) zahvale Bogu za dobru žetvu i zahvale gazde risarima i bandaškim parovima što su završili žetvu, 1911., kao župnik, uobličio u crkvenu manifestaciju. Zahvaljujući njemu, održalo se i «Prelo».
Obnovio je 1920. izlaženje Subotičkih novina (pokrenute su 1893. a izlazile do 1898. kao glasilo namijenjeno Bunjevcima, s izraženim kritičkim stavom prema režimu). Kada bi (i) režim Kraljevine Jugoslavije zabranjivao izlaženje Subotičkih novina, Rajić bi ih tiskao pod nazivom Hrvatske novine. Pored toga, bio je urednikom, odnosno, surađivao je u Našim novinama, Zemljodjelcu i u drugim hrvatskim glasilima.
1936. su u odboru za proslavu 250. obljetnice dolaska jedne grupe Bunjevca i preuzimanja vlasti u Subotici bili Blaško Rajić, Ivan Malagurski Tanar, Miroslav Mažgon, Petar Pekić, dr Mihovil Katanec, Albe Šokčić, Ivan Kujundžić, Kata Taupert i drugi. Inicijator i pokrovitelj akcije bio je biskup Lajčo Budanović,
O društvenom radu Blaška Rajića je pisao Lazar Ivan Krmpotić

## Književni rad
Kao pjesnik je bio tankoćutan i suptilan. Pisao je i knjige, pripovijetke i članke. Svojim djelima je ušao u antologije proze i poezije bunjevačkih Hrvata iz 1971., sastavljača Geze Kikića, u izdanju Matice hrvatske.

## Rajić i hrvatstvo
Poznat je po svojem ustrajanju na hrvatskoj nacionalnoj svijesti Bunjevaca. Kad je bio u Zagrebu 23. travnja 1939., predvodeći izaslanstvo od 50 bačkih Bunjevaca i Šokaca je rekao, a idućeg dana Hrvatski dnevnik prenio: «Bunjevci i Šokci u Bačkoj... priznaju se za česti i uda onoga naroda koji živi u Međimurju, u Zagorju, u Lici pod Velebitom, na Hrvatskom Primorju, koji s nama isti jezik govori, najvećim dijelom istu vjeru ispovijeda, odgojen na grudima iste kulture, iz koje je ustao Ante Starčević i Stjepan Radić. Priznajemo se za česti hrvatskoga naroda, s kojim želimo dijeliti sudbinu u borbi i pregaranju za sve, što je Bog svakom narodu namijenio za čestiti, sretan i pravedan narodni život...».
Iste godine, nešto kasnije, 10. studenog 1939., je na svečanoj akademiji organiziranoj povodom odcjepljenja grada Subotice od Ugarske, rekao je, a Zagrebačke novosti prenijele idućeg dana: «10. studenoga 1939. rekao je Blaško Rajić: Izrekli smo nebrojeno puta jasno i glasno i to su svi morali čuti, da smo mi Bunjevci članovi hrvatskoga naroda... Ne samo voljom, već i svim silama nastojat ćemo da... svi mi Bunjevci ostanemo, što smo od iskona bili, Hrvati Bunjevci u sklopu današnje države...».

## Djela
- Šta obećaje crvena demokracija? A šta daje?, Subotica, 1908.
- Velika duhovna manna ili duše hrana u molitvma i pismama za kršćane katolike, Subotica, 1908.
- Pridslava, pripovist iz početaka kršćanstva, Subotica, 1910.
- Narodno blago, narodne pjesme i poslovice, Subotica, 1912.
- Betleehem, pastorska igra u tri čina, Subotica, 1913.
- Narodno blago, zbirka narodnih pjesama i poslovca, svatovske pjesme, Subotica, 1923.
- Stari mirotvorci, pripovijest iz doba apostolskog,Subotica, 1925.
- Našim šorom, pripovijesti, Subotica, 1928.
- O ženidbi, (s Lajčom Budanovičem),poduka, Subotica, 1928.
- Bunjevčice,crtice iz života bunjevačkih Hrvata, Zagreb, 1936.
- Slava, ep u 24 pjevanja, Subotica, 1998.

## Vanjske poveznice
- Zvoniku  Arhivirana inačica izvorne stranice od 27. rujna 2007. (Wayback Machine) Rajićevi dani
- HIC  Arhivirana inačica izvorne stranice od 24. rujna 2015. (Wayback Machine) Međunarodni znanstveni skup Jugoistočna Europa 1918. – 1995.
- Blaško Rajić i HSS
- Somborska deklaracija i njeno značenje za bačke Hrvate
- Bunjevačko-šokačka stranka 1920.-1926.
- Zvoniku Kojim je jezikom govorio Blaško Rajić
- Antologija proze bunjevačkih Hrvata[neaktivna poveznica]
- Antologija poezije bunjevačkih Hrvata  Arhivirana inačica izvorne stranice od 17. travnja 2008. (Wayback Machine)
- (srp.) Subotičke novine[neaktivna poveznica] Pod istom zastavom (Rajićeva slika)